# Eusauropoda
Eusauropoda (som betyder "sanna sauropoder") är en familj av dinosaurier som är underordnade gruppen sauropoder. Eusauropoder representerar en grupp som inkluderar alla efterföljande dinosaurier i gruppen sauropoder som börjar med Shunosaurus, och eventuellt Barapasaurus och Amygdalodon, men exklusive Vulcanodon och Rhoetosaurus. Eusauropoda bildades 1995 av Paul Upchurch för att skapa en ny taxonomisk grupp som skulle inkludera alla dinosaurier av typ sauropoder, förutom vulkanodontiderna.
Eusauropoder är växtätande, fyrbenta dinosaurier och har långa halsar. De har hittats i Sydamerika, Europa, Nordamerika, Kina, Australien och Afrika. Det tidsmässiga utbudet av Eusauropoder sträcker sig från hela kritaperioden till den yngre juraperioden. Mycket av Eusauropoder är inte kända och eftersom kraniematerialet för Vulcanodon inte är tillgängligt, och fördelningen av några av dessa delade härledda egenskaper som särskiljer Eusauropoder är fortfarande inte helt klart.